# ماريا كريستينا البوربونية
ماريا كريستينا دي بوربون (بالإسبانية: María Cristina de Borbón-Dos Sicilias)‏ قرينة ملك إسبانيا فيرناندو السابع بعد زواجها منه عام 1829. وُلدت في باليرمو في مملكة الصقليتين في 27 أبريل عام 1806. كانت الوصية على ابنتهما إيزابيل الثانية في الفترة ما بين أعوام 1833 و1840، التي اعتلت عرش إسبانيا وهي لا تزال طفلة صغيرة، بعد وفاة والدها الملك فيرناندو السابع، بموجب إلغاء القوانين المنظمة لتوريث العرش عام 1713. كانت إيزابيل تحت وصاية والدتها ماريا كريستينا دي بوربون، التي اعتمدت سياسة مختلفة في الحكم عن الملك فيرناندو، والذي أدى إلى إحداث بعض التغير في بعض النظم الاجتماعية حتى تصبح مماثلة للنظام الليبرالي المتبع في بعض البلدان الأوروبية. وتُوفيت في فرنسا في 22 أغسطس عام 1878.